# باغ جعفر
باغ جعفر، روستایی از توابع بخش رودخانه شهرستان رودان در استان هرمزگان ایران است.

## جمعیت
این روستا در دهستان رودخانه بر قرار دارد و براساس سرشماری مرکز آمار ایران در سال ۱۳۸۵، جمعیت آن ۲۴ نفر (۶خانوار) بوده‌است.